# Синтезаторная гитара

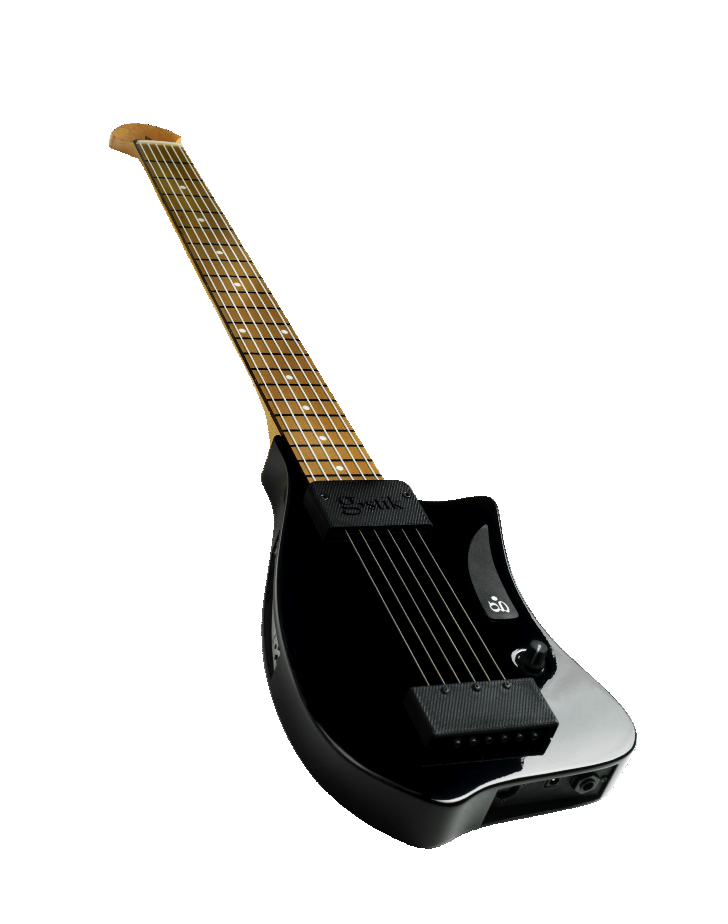
You Rock гитара (Синтезаторная гитара)

Синтеза́торная гита́ра (MIDI гитара) — гитара, предназначенная к использованию в качестве устройства ввода для синтезатора звука. Его особенность заключается в том, что он передаёт сигнал с каждой струны в отдельности, который впоследствии преобразовывается в сигнал MIDI.
Современная MIDI-гитара чаще всего представляет собой акустическую или электрическую гитару, на которую установлен специальный полифонический звукосниматель, передающий сигнал с каждой струны отдельно. Вместе с тем гитара оснащается блоком управления, с которого можно регулировать баланс между гитарным и синтезаторным звуком, то есть при необходимости можно использовать такой инструмент как обычную электрогитару.
Гитарные синтезаторы основаны на том же принципе, что и всем известные клавишные синтезаторы, только в качестве источника событий здесь используются струны. Они требуют той же техники игры, но звук может быть, например, как у рояля или у саксофона.